# 物性論
《物性论》(De rerum natura) 是罗马共和国末期的诗人和哲学家卢克莱修创作于公元前1世纪的哲理长诗。《物性论》一诗分为6卷，用抑扬六步格写成，其内容主要是阐明伊壁鸠鲁的哲学，尤其是原子论学说。

## 外部链接

De rerum natura, 1570